# K League 1
K League 1 (tiếng Hàn: K리그1) là một giải bóng đá chuyên nghiệp của Hàn Quốc. Là hạng đấu cao nhất trong Hệ thống các giải bóng đá Hàn Quốc, bao gồm 12 câu lạc bộ tranh tài.

## Các câu lạc bộ
| Câu lạc bộ              | Trụ sở                 | Sân vận động                                         | Mùa đầu tiên tại giải VĐQG | Giai đoạn hiện tại tại giải VĐQG |
| ----------------------- | ---------------------- | ---------------------------------------------------- | -------------------------- | -------------------------------- |
| Daegu FC                | Daegu                  | DGB Daegu Bank Park                                  | 2003                       | 2017–                            |
| Daejeon Hana Citizen    | Daejeon                | Sân vận động World Cup Daejeon                       | 1997                       | 2023–                            |
| Gangwon FC              | Chuncheon, Gangwon     | Sân vận động Chuncheon Songam Sân vận động Gangneung | 2009                       | 2017–                            |
| Gwangju FC              | Gwangju                | Sân vận động bóng đá Gwangju                         | 2011                       | 2023–                            |
| Incheon United          | Incheon                | Sân vận động bóng đá Incheon                         | 2004                       | 2004–                            |
| Jeju United             | Seogwipo, Jeju         | Sân vận động World Cup Jeju                          | 1983                       | 2021–                            |
| Jeonbuk Hyundai Motors  | Jeonju, Jeolla Bắc     | Sân vận động World Cup Jeonju                        | 1995                       | 1995–                            |
| Pohang Steelers         | Pohang, Gyeongsang Bắc | Pohang Steel Yard                                    | 1983                       | 1983–                            |
| FC Seoul                | Seoul                  | Sân vận động World Cup Seoul                         | 1984                       | 1984–                            |
| Suwon FC                | Suwon, Gyeonggi        | Sân vận động Suwon                                   | 2016                       | 2021–                            |
| Suwon Samsung Bluewings | Suwon, Gyeonggi        | Sân vận động World Cup Suwon                         | 1996                       | 1996–                            |
| Ulsan Hyundai           | Ulsan                  | Sân vận động bóng đá Ulsan Munsu                     | 1984                       | 1984–                            |

## Vô địch
Seongnam FC là đội thành công nhất về mặt danh hiệu, với 7 lần nâng cúp.
- Nguyên tắc thống kê chính thức của K League là câu lạc bộ sẽ kế thừa lịch sử và kết quả của câu lạc bộ tiền thân.

### Theo mùa giải
| Mùa giải | Vô địch                 | Á quân                  |
| -------- | ----------------------- | ----------------------- |
| 1983     | Hallelujah FC           | Daewoo Royals           |
| 1984     | Daewoo Royals           | Yukong Elephants        |
| 1985     | Lucky-Goldstar Hwangso  | POSCO Atoms             |
| 1986     | POSCO Atoms             | Luck-Goldstar Hwangso   |
| 1987     | Daewoo Royals           | POSCO Atoms             |
| 1988     | POSCO Atoms             | Hyundai Horang-i        |
| 1989     | Yukong Elephants        | Lucky-Goldstar Hwangso  |
| 1990     | Lucky-Goldstar Hwangso  | Daewoo Royals           |
| 1991     | Daewoo Royals           | Hyundai Horang-i        |
| 1992     | POSCO Atoms             | Ilhwa Chunma            |
| 1993     | Ilhwa Chunma            | LG Cheetahs             |
| 1994     | Ilhwa Chunma            | Yukong Elephants        |
| 1995     | Ilhwa Chunma            | Pohang Atoms            |
| 1996     | Ulsan Hyundai Horang-i  | Suwon Samsung Bluewings |
| 1997     | Pusan Daewoo Royals     | Jeonnam Dragons         |
| 1998     | Suwon Samsung Bluewings | Ulsan Hyundai Horang-i  |
| 1999     | Suwon Samsung Bluewings | Pusan Daewoo Royals     |

| Mùa giải | Vô địch                 | Á quân                  |
| -------- | ----------------------- | ----------------------- |
| 2000     | Anyang LG Cheetahs      | Bucheon SK              |
| 2001     | Seongnam Ilhwa Chunma   | Anyang LG Cheetahs      |
| 2002     | Seongnam Ilhwa Chunma   | Ulsan Hyundai Horang-i  |
| 2003     | Seongnam Ilhwa Chunma   | Ulsan Hyundai Horang-i  |
| 2004     | Suwon Samsung Bluewings | Pohang Steelers         |
| 2005     | Ulsan Hyundai Horang-i  | Incheon United          |
| 2006     | Seongnam Ilhwa Chunma   | Suwon Samsung Bluewings |
| 2007     | Pohang Steelers         | Seongnam Ilhwa Chunma   |
| 2008     | Suwon Samsung Bluewings | FC Seoul                |
| 2009     | Jeonbuk Hyundai Motors  | Seongnam Ilhwa Chunma   |
| 2010     | FC Seoul                | Jeju United             |
| 2011     | Jeonbuk Hyundai Motors  | Ulsan Hyundai           |
| 2012     | FC Seoul                | Jeonbuk Hyundai Motors  |
| 2013     | Pohang Steelers         | Ulsan Hyundai           |
| 2014     | Jeonbuk Hyundai Motors  | Suwon Samsung Bluewings |
| 2015     | Jeonbuk Hyundai Motors  | Suwon Samsung Bluewings |
| 2016     | FC Seoul                | Jeonbuk Hyundai Motors  |
| 2017     | Jeonbuk Hyundai Motors  | Jeju United             |
| 2018     | Jeonbuk Hyundai Motors  | Gyeongnam FC            |
| 2019     | Jeonbuk Hyundai Motors  | Ulsan Hyundai           |
| 2020     | Jeonbuk Hyundai Motors  | Ulsan Hyundai           |

### Theo câu lạc bộ
| Câu lạc bộ              | Vô địch | Á quân | Năm vô địch                              | Năm á quân                                     |
| ----------------------- | ------- | ------ | ---------------------------------------- | ---------------------------------------------- |
| Seongnam FC             | 7       | 3      | 1993, 1994, 1995, 2001, 2002, 2003, 2006 | 1992, 2007, 2009                               |
| Jeonbuk Hyundai Motors  | 7       | 2      | 2009, 2011, 2014, 2015, 2017, 2018, 2019 | 2012, 2016                                     |
| FC Seoul                | 6       | 5      | 1985, 1990, 2000, 2010, 2012, 2016       | 1986, 1989, 1993, 2001, 2008                   |
| Pohang Steelers         | 5       | 4      | 1986, 1988, 1992, 2007, 2013             | 1985, 1987, 1995, 2004                         |
| Suwon Samsung Bluewings | 4       | 4      | 1998, 1999, 2004, 2008                   | 1996, 2006, 2014, 2015                         |
| Busan IPark             | 4       | 3      | 1984, 1987, 1991, 1997                   | 1983, 1990, 1999                               |
| Ulsan Hyundai           | 2       | 8      | 1996, 2005                               | 1988, 1991, 1998, 2002, 2003, 2011, 2013, 2019 |
| Jeju United             | 1       | 5      | 1989                                     | 1984, 1994, 2000, 2010, 2017                   |
| Hallelujah FC           | 1       | 0      | 1983                                     |                                                |
| Jeonnam Dragons         | 0       | 1      |                                          | 1997                                           |
| Incheon United          | 0       | 1      |                                          | 2005                                           |
| Gyeongnam FC            | 0       | 1      |                                          | 2018                                           |